# Peter Dignan
Peter Fraser Dignan (ur. 6 marca 1955 w Gibraltarze, zm. 20 czerwca 2013 w Sydney) – nowozelandzki wioślarz, brązowy medalista olimpijski i brązowy medalista mistrzostw świata.

## Kariera
Wystąpił na igrzyskach olimpijskich w Montrealu w 1976, gdzie osada Nowej Zelandii w składzie: Ivan Sutherland, Trevor Coker, Peter Dignan, Lew Wilson, Joe Earl, Dave Rodger, Alec McLean, Tony Hurt i Simon Dickie (sternik) zdobyła brązowy medal. W finale o 5,22 sekundy szybsza była osada NRD, a o 2,69 wyprzedziła ich osada Wielkiej Brytanii. Był to jego jedyny start olimpijski.
W ósemkach zdobył również brązowy medal na mistrzostwach świata w Nottingham (1975). 
Urodził się w Gibraltarze, jednak wychowywał się w Auckland, gdzie uczęszczał do King's College, w której był prefektem. Po zakończeniu kariery przeprowadził się do Sydney, gdzie pracował jako nauczyciel historii w Sydney Grammar School. Pracował także jako trener wioślarstwa w tej samej szkole. 